# 氧化铟锡

玻璃和ITO玻璃的吸收光谱

溅射氧化铟锡到玻璃基板上的形貌图,五个白色颗粒是杂质

氧化铟锡 (ITO，或者掺锡氧化铟)是一种铟（III族）氧化物 (In2O3) and 锡（IV族）氧化物 (SnO2)的混合物，通常质量比为90% In2O3，10% SnO2。它在薄膜狀時，為透明無色。在块状态时，它呈黄偏灰色。
氧化铟锡主要的特性是其电学传导和光学透明的组合。然而，薄膜沉积中需要作出妥协，因为高浓度电荷载流子将会增加材料的电导率，但会降低它的透明度。
氧化铟锡薄膜最通常是用电子束蒸鍍、物理气相沉积、或者一些溅鍍沉积技术的方法沉积到表面。
因为铟的价格高昂和供应受限、ITO层的脆弱和柔韧性的缺乏、以及昂贵的层沉积要求真空，其它取代物正被设法寻找。碳纳米管导电镀膜是一种有前景的替代品。这类镀膜正Eikos由发展为廉价的、力学强度更高的ITO替代品。PEDOT和PEDOT:PSS已经被愛克發和H.C. Starck制造出来.PEDOT:PSS层已经进入应用阶段（但它也有当暴露与紫外辐射下时它会降解以及一些其他的缺点）。别的可能性包括诸如铝-参杂的锌氧化物。

## 使用
ITO主要用于制作液晶显示器、平板显示器、等离子显示器、触摸屏、电子纸等应用、有机发光二极管、以及太阳能电池、和抗静电镀膜还有EMI屏蔽的透明传导镀膜。
ITO也被用于各种光学镀膜，最值得注意的有建筑学中红外线-反射镀膜(热镜)、汽车、还有钠蒸汽灯玻璃等。别的应用包括气体传感器、抗反射膜、和用于VCSEL激光器的布拉格反射器。
ITO薄膜應力規可以在高于1400 °C及严酷的环境中使用，例如气体涡轮、喷气引擎、还有火箭引擎
 （页面存档备份，存于）